# Jernkorset
 For alternative betydninger, se Jernkorset (flertydig). (Se også artikler, som begynder med Jernkorset)
Jernkorset var en tysk (oprindelig preussisk) militærorden tegnet af arkitekten Karl Friedrich Schinkel og udført i støbejern med kant af sølv, senere eksemplarer dog ofte af messing. Den blev indstiftet under Napoleonskrigene i 1813 og genindført i 1870 under den Fransk-tyske krig, i 1914 (1. verdenskrig) og 1939 (2. verdenskrig).
Jernkorsets storkors (Großkreuz des Eisernen Kreuzes) blev kun givet til de højeste officerer og kongelige/kejsere. Storkorset blev kun uddelt én gang under 2. Verdenskrig, til rigsmarskal Göring.   

## 1939-ordenen
Ordenen inddeles i flere grader:
- Jernkorset af 2. klasse – Eisernes Kreuz 2. Klasse, 3.000.000+ uddelt.
- Jernkorset af 1. Klasse – Eisernes Kreuz 1. Klasse, 450.000+ uddelt.
- Jernkorsets ridderkors – Ritterkreuz des Eisernen Kreuzes, 7.276 uddelt.
- Jernkorsets ridderkors med egeløv – … mit Eichenlaub, 890 uddelt.
- Jernkorsets ridderkors med egeløv og sværd – … und Schwertern, 160 uddelt.
- Jernkorsets ridderkors med egeløv, sværd og brillanter – … und Brillanten, 27 uddelt.
- Jernkorsets ridderkors med guldegeløv, sværd og brillanter – mit goldenem Eichenlaub, kun uddelt én gang.

Det var Hitlers idé, at når Tyskland havde vundet krigen, skulle de 12 tapreste medlemmer af Wehrmacht, Waffen-SS og Wehrmachtsgefolge (politi, redning, folkestorm osv.) modtage jernkorset med guldegeløv. Da det gik anderledes, fik den mest destruktive Stuka-pilot, oberst Hans-Ulrich Rudel, den 1. januar 1945 et. 
I modsætning til briternes Victoria Cross behøvede modtageren ikke at være særlig modig for at få det. Når en jagerpilot skød sit første fly ned, uanset om det var en let sejr, fik han automatisk jernkorset af 2. klasse. Når han dernæst havde sparet fem point op, fik han jernkorset af 1. klasse. (nedskudt enmotoret fly – 1 point, tomotoret fly – 2 point, firemotoret fly – 3 point og om natten dobbelt op).

De efterfølgende kors kostede 20 point. Ubådschefer rykkede op for hver 50.000/100.000 tons sænket skibstonnage, og en stabsofficer, hvis mandskab havde indtaget en bro, kunne også få jernkorset.

I april 1941 modtog alle 1.300 besætningsmedlemmer på lommeslagskibet Admiral Scheer Jernkorset. Ikke-tyskere fra Aksemagterne eller medlemmer i Waffen-SS kunne også få Jernkorset. En del danskere fik jernkorset.
  
Modtagere af jernkorset fra 1. Verdenskrig kunne stige yderligere i graderne under 2. verdenskrig.

## Efter 2. Verdenskrig
I 1957 (som et forsinket led i afnazificeringsprocessen) blev der indført en ændret udformning af jernkorset til modtagerne fra 2. verdenskrig, idet hagekorset igen blev til et egeløv, svarende til jernkorsene fra 1813, 1870 og 1914. Alle, som havde modtaget jernkors med hagekors, fik nye jernkors. I Tyskland er det ikke tilladt at bære ordener med hagekors i offentligheden.
FDP-formand Erich Mende, der var minister og vicekansler i 1963-66, bar som en af de første i efterkrigstiden sit jernkors ved særlige anledninger, hvilket gav kritik fra nogle sider.
Jernkorset findes ikke længere som officiel orden. Et borgerforslag om genindførelse blev diskuteret af forbundsdagen i 2007. Ordenen Ehrenzeichen der Bundeswehr fra 1980 blev i 2008 suppleret med Ehrenkreuz für Tapferkeit, som i sin form delvis ligner jernkorset og dels den preussiske orden Militär-Verdienstkreuz.

## Symbol for Bundeswehr
Jernkorset har siden 1957 været benyttet som symbol for Bundeswehr.